# (145534) Jhongda
(145534) Jhongda es un asteroide del cinturón principal de asteroides.

## Descripción
(145534) Jhongda es un asteroide del cinturón principal de asteroides. Estuvo descubierto el 1 de abril de 2006 al Observatorio Lulin por Ting Chang Yang y Quan-Zhi Ye. Presenta una órbita caracterizada por una semieje mayor de 2,71 UA, una excentricidad de 0,14 y una inclinacíon de 6,2° frente al eclíptica.